# Fidenae

Karte mit Fidenae

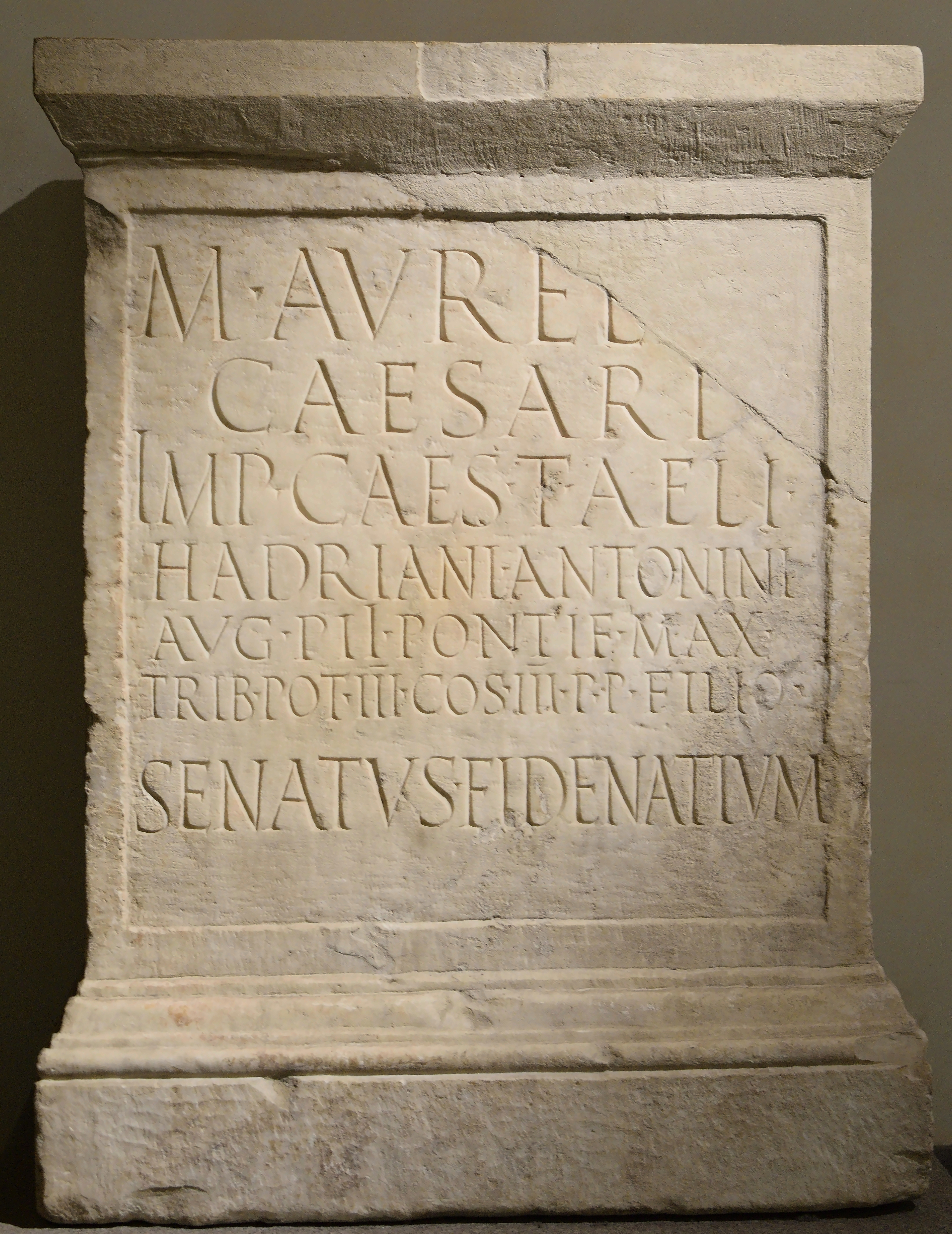
Basis für eine Statue, deren Inschrift eine Widmung des Senats von Fidenae an den zum Thronfolger designierten Mark Aurel beinhaltet

Fidenae (auch Fidena, griechisch meist Φιδῆναι, auch Φιδήνη, Φιδήνα) war eine historische Siedlung in Latium nördlich von Rom. Sie gehörte zu den Latinerstädten, die in der römischen Frühzeit mit der jungen Römischen Republik rivalisierten. Durch ihre brückenkopfartige Lage am linken Ufer des Tiber spielte sie als Vorposten der Stadt Veji eine wichtige Rolle, bis sie 426 v. Chr. von Rom unterworfen wurde.
Fidenae wurde angeblich von albanischen Königen gegründet und nahm am latinischen Fest auf dem Albanus Mons (Monte Cavo) teil. Die bei Titus Livius, Dionysios von Halikarnassos und Plutarch wiedergegebenen Kriege mit Rom während der Königszeit sind frei erfunden, ebenso wie der etruskische Ursprung der Stadt, den Strabon und Livius hervorheben. Sie unterstützte angeblich die Tarquinier im späten 6. Jahrhundert v. Chr. und soll sich im frühen 5. Jahrhundert heftige Kämpfe mit Rom geliefert haben, was jedoch als spätere Erfindung anzusehen ist. Fidenae wurde 426 v. Chr. von Rom eingenommen, das ein wichtiges Signal im Krieg mit der Konkurrentin Veji war.
Nach dem Galliereinfall (Schlacht an der Allia) in Rom 387 v. Chr. versuchte Fidenae einen Aufstand und wurde von Rom zerstört. Fortan existierte die Stadt nur noch als kleinere Siedlung, wird jedoch noch unter den Kaisern Trajan und Gallienus mit einem Stadtrat (senatus Fidenatium) erwähnt. Im Jahr 140 wurde Mark Aurel, der im Jahr zuvor als Caesar zum Thronfolger designiert war, vom Senatus Fidenatium eine Statue gewidmet. Auf der erhaltenen Basis befindet sich die namentliche Widmung des Senats.
Fidenae war die erste Station auf der Via Salaria. Im Jahr 27 wurde dort ein hölzernes Amphitheater errichtet. Der Freigelassene Atilius war mit dem Bau von Kaiser Tiberius beauftragt worden, wobei die Kosten für den Bau möglichst gering ausfallen sollten. Atilius verzichtete auf ein solides Fundament für die Holzkonstruktion. Noch während der Eröffnung stürzte das kolossale Gebäude in sich zusammen und riss die Zuschauer mit sich. Nach Sueton kamen bei dem Unglück über 20.000 Menschen zu Tode, Tacitus berichtet sogar von 50.000 Verletzten und Toten. Es folgte ein Gesetz, das Bauten auf unsicherem Boden verbot und jedem, der weniger als 400.000 Sesterzen besaß, die Veranstaltung von Spielen untersagte.
Die Reste der Siedlung liegen am Nordrand des modernen römischen Stadtteils Fidene im III. Municipio. Auf die antike Stadt geht das Titularbistum Fidenae der katholischen Kirche zurück.